# Стрельче (Ивано-Франковская область)
Стре́льче (укр. Стрільче) — село в Городенковской городской общине Коломыйского района Ивано-Франковской области Украины.

## История
Первое письменное упоминание о селе датируется 1438 годом (княжеская перепись населения). Хотя в этот период Покутье находилось под властью Польши, там ещё существовали подвластные Польши княжества, в которых действовали княжеские законы.
Фактически, село существовало ещё раньше, о чём говорят археологические раскопки. Покутье (с центром в городе Коломыя), входило в состав Галицко-Волынского княжества, которое соседствовало с Османской империей, (к которой в то время входили Молдавия и Румыния). Самая полоса приграничья проходила по линии Серафинцы — Чернятин — Чертовец.

## Персоналии
- Гаморак, Нестор Теодорович (1892—1937) — украинский ботаник.